# Electronic (album)
Albums de Electronic
Raise the Pressure
(1996)
Electronic est le premier album du groupe britannique Electronic, sorti en 1991 et comprenant onze titres.
Le groupe, composé de Bernard Sumner et Johnny Marr, est accompagné par Neil Tennant des Pet Shop Boys sur The Patience Of A Saint et Getting Away with It.
Chris Lowe, l'autre Pet Shop Boys, assure les claviers sur The Patience Of A Saint.

## Titres
1. Idiot Country (5:04)
2. Reality (5:38)
3. Tighten Up (4:38)
4. The Patience of a Saint (4:13)
5. Getting Away with It (5:16)
6. Gangster (5:26)
7. Soviet (2:02)
8. Get the Message (5:19)
9. Try All You Want (5:39)
10. Some Distant Memory (4:11)
11. Feel Every Beat (5:09)